# Vyšná Polianka
Vyšná Polianka (rusiń. Вышня Полянка, Wysznia Polanka) – wieś (obec) na Słowacji, w kraju preszowskim w powiecie Bardejów. Pierwsze wzmianki o miejscowości pochodzą z roku 1572.
Według danych z dnia 31 grudnia 2010 wieś zamieszkiwało 113 osób, w tym 50 kobiet i 63 mężczyzn.
W 2001 roku względem narodowości i przynależności etnicznej 53,23% populacji stanowili Słowacy, a 36,29% stanowiła mniejszość rusińska. Istniała także stanowiąca 9,68% mniejszość ukraińska. 64,52% populacji wyznawało prawosławie, 29,03% grekokatolicyzm, a 5,65% rzymskokatolicyzm.

## Zabytki
W centrum wsi znajduje się niewielka, drewniana cerkiew greckokatolicka pw. św. Paraskewy. Wzniesiona została w 1919 z materiału pochodzącego z rozbiórki pierwotnej cerkwi z 1810, zniszczonej w czasie I wojny światowej. Jednonawowa, z węższym prezbiterium i niską wieżą wtopioną w korpus nawy. Nawa i prezbiterium kryte dachami gontowymi, wieża nakryta takimże dachem czterospadowym. Ściany zewnętrzne częściowo szalowane również gontem, częściowo pionowym deskowaniem. Remontowany w latach 2005-2006.